# Біпіраміда
Біпіраміда або дипіраміда —  багатогранник, який складається з плоского багатокутника  і двох точок (які не лежать у площині цього багатокутника та знаходяться по різні сторони від неї) та всіх відрізків, що сполучають ці дві вершини біпіраміди (пікові вершини) з вершинами багатокутника (екваторіального багатокутника).
Відрізки, що сполучають пікові вершини біпіраміди з її екваторіальними вершинами, називаються бічними ребрами. Всі грані біпіраміди є трикутниками (в загальному випадку різними і різносторонніми).
Біпіраміда або дипіраміда — тривимірний багатогранник, утворений шляхом з'єднання двох пірамід основою до основи, симетрично відносно площини їх спільної основи (кожна з пірамід є дзеркальним відображенням іншої). :стор.117
При цьому грані основ цих пірамід не розглядаються як грань біпіраміди.  :ст.138 А в місці їх з'єднання з ребер основ пірамід формується плоский багатокутник (екваторіальний багатокутник біпіраміди).
Якщо дві пікові вершини біпіраміди лежать на прямій, що перпендикулярна до площини екваторіального багатокутника, і проходить через його центроїд, біпіраміда називається прямою. Якщо ця пряма не походить через центроїд екваторіального багатокутника, біпіраміда є похилою.  :ст.138 Докладніше про різновиди біпірамід див. нижче в розділі «Деякі варіації та узагальнення біпірамід».
Правильна n‒кутна біпіраміда — біпіраміда, екваторіальним багатокутником якої є правильний n-кутник, а пікові вершини лежать на прямій, що проходить через його центр перпендикулярно до площини цього n‒кутника, на рівній відстані від неї. Тобто це багатогранник, утворений з'єднанням двох правильних пірамід по їх основам.
Правильна n‒кутна біпіраміда складається з 2n конгруентних рівнобедрених трикутників. Має 3n ребер (n екваторіальних + 2n бічних) та n + 2 вершини (n екваторіальних + 2 пікові).
Правильна n‒кутна біпіраміда є двоїстим багатогранником до правильної призми.
Правильна n‒кутна біпіраміда має групу симетрії  Dnh, [n,2], (*22n), порядку 4n (діедрична симетрія правильної призми).  :ст.233-234  :ст.303  :ст.126
Має наступні елементи симетрії: 
- n осей обертання 2-го порядку;
- n площин дзеркального відбиття,
- одну вісь обертання n-го порядку, що проходить через дві пікові вершини,
- площину симетрії, що проходить через екваторіальний n‒кутник.

Якщо n парне, то є центр симетрії.
Піраміди та біпіраміди  існують як нескінченні множини багатогранників, так само, як множини призм, антипризм, трапецоедрів, куполів, бікуполів та ін.
При збільшенні числа сторін екваторіального багатокутника, в границі формується замкнена гладка плоска крива (зокрема з правильного n‒кутника сформується коло)  і утворюється тіло, обмежене двома конусами, для яких ця крива є спільною.

## Формули
Нехай в правильній прямій n‒кутній біпіраміді :
- a — довжина ребра екваторіального багатокутника біпіраміди;
- l — довжина ребра, що поєднує пікову та екваторіальну вершини біпіраміди (бічне ребро біпіраміди);
- h — відстань між двома піковими вершинами (висота біпіраміди);

| Для правильної прямої n‒кутної біпіраміди:         | Для правильної прямої n‒кутної біпіраміди:         | Для правильної прямої n‒кутної біпіраміди:                                                                      |
| -------------------------------------------------- | -------------------------------------------------- | --- |
| Довжина бічного ребра                              | Довжина бічного ребра                              | {\displaystyle l={\frac {1}{2}}\cdot {\sqrt {h^{2}+{\frac {a^{2}}{\sin ^{2}\left({\frac {\pi }{n}}\right)}}}}}  |
| Радіус вписаної сфери (дотикається до всіх граней) | Радіус вписаної сфери (дотикається до всіх граней) | {\displaystyle r={\frac {a\cdot h}{2\cdot {\sqrt {a^{2}+h^{2}\cdot \tan ^{2}\left({\frac {\pi }{n}}\right)}}}}} |
| Площа поверхні                                     | Площа поверхні                                     | {\displaystyle S={\frac {n\cdot a}{2}}\cdot {\sqrt {h^{2}+a^{2}\cdot \cot ^{2}\left({\frac {\pi }{n}}\right)}}} |
| Об'єм                                              | Об'єм                                              | {\displaystyle V={\frac {n\cdot a^{2}\cdot h}{12}}\cdot \cot \left({\frac {\pi }{n}}\right)}                    |

Центр мас лежить на середині відрізка, що сполучає пікові вершини біпіраміди (ця точка збігається з центром екваторіального правильного багатокутника та центром вписаної сфери).
Описати сферу навколо правильної прямої n‒кутної біпіраміди  можливо лише за умови: {\displaystyle {\frac {a}{h}}=\sin \left({\frac {\pi }{n}}\right)}. Радіус описаної сфери (проходить через всі вершини) в цьому випадку буде дорівнювати {\displaystyle R={\frac {h}{2}}={\frac {1}{2\cdot \sin \left({\frac {\pi }{n}}\right)}}\cdot a}.
Напівписана сфера (дотична до всіх ребер) існує за умови: {\displaystyle {\frac {h}{2l}}=\cos \left({\frac {\pi }{n}}\right)}. Радіус напіввписаної сфери в цьому випадку буде дорівнювати {\displaystyle \rho ={\frac {1}{2\cdot \tan \left({\frac {\pi }{n}}\right)}}\cdot a}.
Об'єм біпіраміди, екваторіальним багатокутником якої є довільний плоский багатокутник, а пікові вершини розташовані симетрично відносно площини цього багатокутника:
{\displaystyle V={\frac {1}{3}}\cdot S_{\text{екв.б}}\cdot h}
де Sекв.б. — площа области, обмеженої екваторіальним багатокутником;
h — відстань між двома піковими вершинами біпіраміди (висота біпіраміди).

### Кути
| Кути багатогранника                                    | Кути багатогранника |
| ------------------------------------------------------ | --- |
| Кут грані при піковій вершині                          | {\displaystyle \alpha _{1}=2\cdot \arctan \left({\frac {a}{\sqrt {h^{2}+a^{2}\cdot \cot ^{2}\left({\frac {\pi }{n}}\right)}}}\right)} |
| Кут грані при екваторіальній вершині                   | {\displaystyle \alpha _{2}=\alpha _{3}=\arctan \left({\frac {1}{a}}\cdot {\sqrt {h^{2}+a^{2}\cdot \cot ^{2}\left({\frac {\pi }{n}}\right)}}\right)} |
| Кут між ребрами екваторіального багатокутника          | {\displaystyle \alpha ={\frac {180^{0}(n-2)}{n}}} градусів {\displaystyle ={\frac {(n-2)\cdot \pi }{n}}} радіан. |
| Кут між бічними ребрами біпіраміди                     | {\displaystyle \gamma =2\cdot \arctan \left({\frac {h}{a}}\cdot \sin \left({\frac {\pi }{n}}\right)\right)} |
| Двогранний кут при ребрі екваторіального багатокутника | {\displaystyle \beta _{1}=2\cdot \arctan \left({\frac {h}{a}}\cdot \tan \left({\frac {\pi }{n}}\right)\right)} |
| Двогранний кут при бічному ребрі                       | {\displaystyle \beta _{2}=2\cdot \arctan \left({\frac {1}{h}}\cdot {\sqrt {\frac {h^{2}\cdot \sin ^{2}\left({\frac {\pi }{n}}\right)+a^{2}}{\tan ^{2}\left({\frac {\pi }{n}}\right)-\sin ^{2}\left({\frac {\pi }{n}}\right)}}}\right)} |
| Тілесний кут при піковій вершині                       | {\displaystyle \Omega _{1}=2\pi -2n\cdot \arcsin \left(\cos \left({\frac {\pi }{n}}\right)\cdot {\sqrt {\tan ^{2}\left({\frac {\pi }{n}}\right)-\tan ^{2}\left({\frac {\alpha _{1}}{2}}\right)}}\right)} {\displaystyle =2\pi -2n\cdot \arcsin \left({\frac {h\cdot \sin \left({\frac {\pi }{n}}\right)}{h^{2}+a^{2}\cdot \cot ^{2}\left({\frac {\pi }{n}}\right)}}\right)} |
| Тілесний кут при екваторіальній вершині                | {\displaystyle \Omega _{2}=8\cdot \arctan \left({\sqrt {\tan \left({\frac {\beta _{1}+\beta _{2}}{4}}\right)\cdot \tan \left({\frac {\beta _{1}-\beta _{2}}{4}}\right)\cdot \tan ^{2}\left({\frac {\beta _{2}}{4}}\right)}}\right)} |

## Пов'язані та споріднені багатогранники
Прямі симетричні біпіраміди, екваторіальним багатокутником яких є  правильний n-кутник належать до родини багатогранників, двоїстих до однорідних призм.
| Багатогранник                |        |        |        |        |        |        |        |        |         |
| Діаграма Коксетера — Динкіна |        |        |        |        |        |        |        |        |         |
| Сферична мозаїка             |        |        |        |        |        |        |        |        |         |
| Конфігурація грані           | V2.4.4 | V3.4.4 | V4.4.4 | V5.4.4 | V6.4.4 | V7.4.4 | V8.4.4 | V9.4.4 | V10.4.4 |

Також:
1. Трикутна біпіраміда, всі грані якої — правильні трикутники (а отже, і всі ребра біпіраміди рівні) є багатогранником Джонсона J12;
2. Квадратна біпіраміда, всі грані якої — правильні трикутники є правильним октаедром (одним з багатогранників Платона);
3. П'ятикутна біпіраміда, всі грані якої — правильні трикутники є багатогранником Джонсона J13.

Ці три багатогранники є дельтаедрами.
Шестикутна біпіраміда з правильними гранями (тобто з усіма рівними ребрами) є виродженим багатогранником, всі ребра і вершини якого лежать в одній площині, дві пікові вершини збігаються, а ребра, що сполучають їх з екваторіальними вершинами є подвійними в цій площині. Тому невироджена шестикутна правильна біпіраміда є першим в родині багатогранником, бічні ребра якого є обов'язково довшими за ребра екваторіального багатокутника.

## Деякі варіації та узагальнення біпірамід
Термін біпіраміда мона застосувати також щодо багатогранників, що утворені поєднанням двох пірамід незалежно від симетрії, дзеркальності частин або їх форми. Форму деяких з них набувають кристали мінералів.

### Похила біпіраміда
| Похила біпіраміда |

Біпіраміду з довільним екваторіальним багатокутником можна вважати прямою біпірамідою, якщо її пікові вершини (дві вершини, що не лежать в площині екваторіального багатокутника) лежать на прямій, яка перпендикулярна до площини цього багатокутника, та проходить через його центроїд. Якщо ця пряма не проходить через центроїд екваторіального багатокутника, то біпіраміда є похилою.
Похила біпіраміда, екваторіальним багатокутником якої є правильний n‒кутник, утворюється при поєднанні двох однакових похилих пірамід в однаковій орієнтації. При цьому пікові вершини лежать на прямій, що перпендикулярна до площини екваторіального n‒кутника та не проходить через його центр.
Похила біпіраміда є симетричною відносно площини екваторіального n‒кутника.

### Асиметрична біпіраміда
Дві пікові вершини асиметричної біпіраміди не лежать симетрично відносно площини екваторіального багатокутника.
Можуть бути такі випадки:
| Асиметрична біпіраміда |

1) Асиметрична біпіраміда — утворюється при поєднанні двох пірамід, основою яких є довільні конгруентні багатокутники.
При цьому пікові вершини проєктуються в різні точки на площину екваторіального багатокутника.
1а) Зокрема, багатокутник основи може бути і правильним, але при цьому пікові вершини не проєктуються в одну точку на площину екваторіального багатокутника. Наприклад, коли поєднуються дві однакові похилі піраміди, основами  яких є правильні конгруентні багатокутники, в різній орієнтації.
2) Асиметрична біпіраміда — утворюється при поєднанні двох пірамід, основами яких є довільні конгруентні багатокутники.
При цьому пікові вершини лежать на прямій, перпендикулярній до площини екваторіального багатокутника, але на різній відстані від неї (тобто поєднувані піраміди мають різну висоту).
3) Асиметрична пряма біпіраміда — пряма біпіраміда, пікові вершини якої лежать на різній відстані від площини екваторіального багатокутника.
При цьому основою поєднуваних пірамід може бути довільний багатокутник, а їх пікові вершини проєктуються в центроїд цього багатокутника.
| Асиметрична пряма біпіраміда, основою якої є правильний багатокутник | Асиметрична пряма біпіраміда, основою якої є правильний багатокутник | Асиметрична похила біпіраміда, основою якої є правильний багатокутник |

Асиметрична пряма біпіраміда, основою якої є правильний n‒кутник утворюється при поєднанні двох прямих правильних пірамід з різною висотою.
При цьому основою поєднуваних пірамід є правильний n‒кутник, а їх пікові вершини проєктуються в його центр.
Пікові вершини асиметричної похилої біпіраміди, основою якої є правильний n‒кутник лежать на прямій, яка перпендикулярна до площини екваторіального багатокутника, але не проходить через її центр.
Двоїстим багатогранником до асиметричної правильної прямої n-кутної біпіраміди є пряма n-кутна зрізана піраміда.
Асиметрична правильна пряма n-кутна біпіраміда має групу симетрії  Cnv, порядку 2n (тобто циклічну симетрію правильної піраміди).

### Біпіраміди, всі грані яких — конгруентні різносторонні трикутники

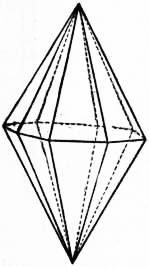
Приклад: бічотирикутна біпіраміда (2n = 2×4). Її основа — рівносторонній напівправильний восьмикутник.

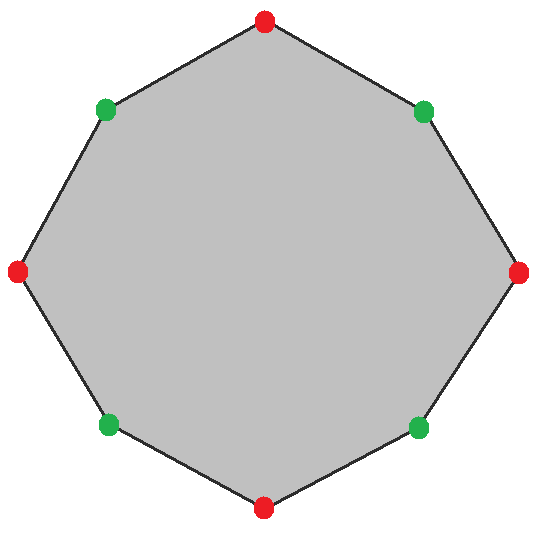
Приклад ізотоксального 2n-кутника — рівносторонній напівправильний восьмикутник (дитетрагон).

Реберно-транзитивна (ізотоксальна) пряма (симетрична) бі-n-кутна біпіраміда (або  ді-n-гональна біпіраміда) — це пряма (симетрична) 2n-кутна біпіраміда, утворена поєднанням пірамід, основою  яких є рівносторонній напівправильний 2n-кутник з чергуванням двох типів вершин.
Всі  грані такої біпіраміди є конгруентними різносторонніми трикутниками, і цей багатогранник є ізоедром. Його можна розглядати як інший тип прямого симетричного бі-n-кутного скаленоедра, екваторіальним багатокутником якого є плоский напівправильний рівносторонній (ізотоксальний) багатокутник.
Ізотоксальна пряма (симетрична) бі-n-кутна біпіраміда має n осей обертання 2-го порядку, що проходять через протилежні екваторіальні вершини, n площин дзеркального відбиття, що проходять через протилежні паралельні ребра, одну вісь обертання n-го порядку, що проходить через дві пікові вершини (вона також є віссю симетрії обертання з дзеркальним відбиттям) , площину симетрії, що проходить через екваторіальні вершини.  Всі ці елементи симетрії утворюють групу симетрії  Dnh, [n,2], (*22n), порядку 4n. (Відбиття відносно площини екваторіального багатокутника відповідає повороту-відбиттю на 0°. Якщо n парне, то існує симетрія відносно центру, що відповідає повороту на 180°  з дзеркальним відбиттям).
Приклад з 2n = 2×3:
Ізотоксальна пряма (симетрична) бітрикутна біпіраміда (дітригональна біпіраміда) має три подібні вертикальні площини симетрії, які перетинаються по (вертикальній) осі обертання 3-го порядку; перпендикулярно до них розташована четверта площина симетрії (горизонтальна); на перетині трьох вертикальних площин симетрії з горизонтальною площиною знаходяться три подібні (горизонтальні) осі обертання 2-го порядку, кожна з яких перпендикулярна до площини симетрії; дві вертикальні площини ділять кути між двома горизонтальними осями навпіл; центр симетрії відсутній.:стор.581
Приклад з 2n = 2×4:
Ізотоксальна пряма (симетрична) бічотирикутна біпіраміда (дітетрагональна біпіраміда) має чотири вертикальні площини симетрії двох типів, які перетинаються по (вертикальній) осі обертання 4-го порядку; перпендикулярно до них розташована п'ята площина симетрії (горизонтальна); на перетині чотирьох вертикальних площин симетрії з горизонтальною площиною знаходяться чотири (горизонтальні) осі обертання 2-го порядку двох типів, кожна з яких перпендикулярна до площини симетрії; дві вертикальні площини ділять кути між двома горизонтальними осями навпіл; є центр симетрії.:стор.577,фіг.46

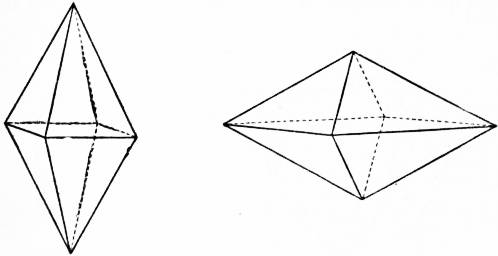
Приклади ромбічних біпірамід

У кристалографії розрізняють ізотоксальні прямі (симетричні) дідигональні (8-гранні), дітригональні (12-гранні), дітетрагональні (16-гранні) та дігексагональні (24-гранні) біпіраміди.
Бі-n-кутні біпіраміди мають щонайменше вісім граней, і такі біпіраміди топологічно еквівалентні правильному октаедру. Восьмигранна (2n = 2×2) ізотоксальна пряма (симетрична) дідигональна біпіраміда називається ромбічною біпірамідою, оскільки її пласка багатокутна основа є ромбом, хоча фактично всі її грані є різносторонніми трикутниками.
Пряма ромбічна біпіраміда має символ Шлефлі { } + { } + { } та є двоїстим багатогранником до прямої прямокутної призми (прямокутного паралелепіпеда) символ Шлефлі якої: { } × { } × { }.   :ст.234

### Скаленоедр

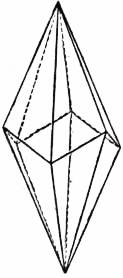
Приклад: дітригональний скаленоедр (2n = 2×3)

Узагапьненням прямої правильної біпіраміди а також бі-n-кутної біпіраміди може бути скаленоедр — багатогранник, всі грані якого — конгруентні різносторонні трикутники. На відміну від біпіраміди, його екваторіальним багатокутником є не плоский рівносторонній (правильний або напівправильний) багатокутник, а просторовий зигзагоподібний рівносторонній багатокутник. :стор.108
Скаленоедр має дві пікові вершини і  2n вершин просторового екваторіального багатокутника, 4n граней і 6n ребер; він топологічно еквівалентний до 2n-кутної прямої біпіраміди і є гране-транзитивним тілом (ізоедром).
Правильний прямий (симетричний) бі-n-кутний скаленоедр (або ді-n-гональний скаленоедр) має n осей обертання 2-го порядку, що проходять через середини протилежних (паралельних) екваторіальних ребер, n площин дзеркального відбиття, що проходять через протилежні паралельні бічні ребра, одну вісь обертання n-го порядку, що проходить через дві пікові вершини (вона також є віссю симетрії обертання з дзеркальним відбиттям порядку 2n — при 1n поворотах з дзеркальним відбиттям навколо цієї осі тіло переходить саме в себе).  Всі ці елементи симетрії утворюють групу симетрії Dnv = Dnd, [2+,2n], (2*n), порядку 4n. (Якщо n непарне, то існує симетрія відносно центру, що відповідає повороту на 180° з дзеркальним відбиттям).
Приклад з 2n = 2×3:
Правильний прямий (симетричний) дітригональний (бітрикутний) скаленоедр має три подібні вертикальні площини симетрії, які перетинаються по (вертикальній) осі обертання 3-го порядку (вона ж є віссю симетрії обертання з дзеркальним відбиттям 6-го порядку); кут між цими площинами дорівнює 60°. Має три подібні (горизонтальні) осі обертання 2-го порядку, кожна з яких перпендикулярна до площини симетрії. Має центр симетрії.:стор.580,фіг.68
Приклад з 2n = 2×4:
Правильний прямий (симетричний) дітетрагональний (бічотирикутний) скаленоедр має лише одну вертикальну тв дві горизонтальні осі обертання 2-го порядку; дві вертикальні площини ділять навпіл кути між парою горизонтальних осей і вертикальною віссю обертання з дзеркальним відбиттям (4-го порядку); центру симетрії не має. :стор.577,фіг.51
У кристалографії розрізняють правильні прямі (симетричні) дідигональні (8-гранні) та дітригональні (12-гранні) скаленоедри.
Скаленоедри мають щонайменше вісім граней, і такі багатогранники топологічно еквівалентні правильному октаедру. Восьмигранний (2n = 2×2):
правильний прямий (симетричний) дідигональний скаленоедр називається (в кристалографії) тетрагональним скаленоедром.

### Неопукла біпаміда
Неопукла біпіраміда — тіло, утворене поєднанням двох пірамід з конгруентними основами у вигляді неопуклого багатокутника.
Одним з прикладів є увігнута чотирикутна біпіраміда, що є неправильним увігнутим октаедром (восьмигранником).

### Зірчаста біпіраміда
Зірчаста біпіраміда утворюється при поєднанні двох однакових пірамід, основою яких є зірчастий багатокутник; поєднання здійснюється симетрично щодо площини основи. Зірчасті біпіраміди є багатогранниками з самоперетинами.
Якщо поєднуються дві піраміди, основою яких є правильний зірчастий багатокутник p/q, а вершина проєктується в його центр (тобто висота ортогональна до площини основи), то отримаємо правильну пряму зірчасту біпіраміду.  Її гранями є конгруентні рівнобедрені трикутники і багатогранник є ізоедром.
p/q - біпіраміда має діаграму Коксетера — Динкіна .
| Основа     | 5/2-кутник | 7/2-кутник | 7/3-кутник | 8/3-кутник |
| ---------- | ---------- | ---------- | ---------- | ---------- |
| Зображення |            |            |            |            |

## 4-вимірні політопи з біпірамідальними комірками
Двоїстими політопами до кожного повністю зрізаного опуклого правильного 4-вимірного політопа є комірково-транзитивний (ізохорний) 4-вимірний політоп, комірками якого є біпіраміди.
| Характеристики 4-вимірного політопа     | Характеристики 4-вимірного політопа | Характеристики 4-вимірного політопа | Характеристики 4-вимірного політопа | Характеристики 4-вимірного політопа | Характеристики 4-вимірного політопа | Характеристики 4-вимірного політопа | Характеристики 4-вимірного політопа  | Характеристики 4-вимірного політопа  | Співвідношення в біпірамідах | Співвідношення в біпірамідах | Співвідношення в біпірамідах             | Співвідношення в біпірамідах | Співвідношення в біпірамідах                | Співвідношення в біпірамідах                |
| Двоїстий до повністю зрізаного політопа | Діаграма Коксетера — Динкіна        | Комірки                             | VA                                  | VE                                  | NA                                  | NE                                  | {\displaystyle N_{\overline {\!AE}}} | {\displaystyle N_{\overline {\!EE}}} | Біпірамідальні комірки       | Діаграма Коксетера — Динкіна | AA                                       | AE                           | {\displaystyle C_{\overline {AE}}}          | {\displaystyle C_{\overline {EE}}}          |
| --------------------------------------- | ----------------------------------- | ----------------------------------- | ----------------------------------- | ----------------------------------- | ----------------------------------- | ----------------------------------- | ------------------------------------ | ------------------------------------ | ---------------------------- | ---------------------------- | ---------------------------------------- | ---------------------------- | ------------------------------------------- | ------------------------------------------- |
| П.з. 5-комірник                         |                                     | 10                                  | 5                                   | 5                                   | 4                                   | 6                                   | 3                                    | 3                                    | Трикутна біпіраміда          |                              | {\textstyle {\frac {2}{3}}}              | 0.667                        | {\textstyle -{\frac {1}{7}}}                | {\textstyle -{\frac {1}{7}}}                |
| П.з. тесеракт                           |                                     | 32                                  | 16                                  | 8                                   | 4                                   | 12                                  | 3                                    | 4                                    | Трикутна б.                  |                              | {\textstyle {\frac {\sqrt {2}}{3}}}      | 0.624                        | {\textstyle -{\frac {2}{5}}}                | {\textstyle -{\frac {1}{5}}}                |
| П.з. 24-комірник                        |                                     | 96                                  | 24                                  | 24                                  | 8                                   | 12                                  | 4                                    | 3                                    | Трикутна б.                  |                              | {\textstyle {\frac {2{\sqrt {2}}}{3}}}   | 0.745                        | {\textstyle {\frac {1}{11}}}                | {\textstyle -{\frac {5}{11}}}               |
| П.з. 120-комірник                       |                                     | 1200                                | 600                                 | 120                                 | 4                                   | 30                                  | 3                                    | 5                                    | Трикутна б                   |                              | {\textstyle {\frac {{\sqrt {5}}-1}{3}}}  | 0.613                        | {\textstyle -{\frac {10+9{\sqrt {5}}}{61}}} | {\textstyle -{\frac {7-12{\sqrt {5}}}{61}}} |
| П.з. 16-комірник                        |                                     | 24                                  | 8                                   | 16                                  | 6                                   | 6                                   | 3                                    | 3                                    | Квадратна біпіраміда         |                              | {\textstyle {\sqrt {2}}}                 | 1                            | {\textstyle -{\frac {1}{3}}}                | {\textstyle -{\frac {1}{3}}}                |
| П.з. кубічний стільник                  |                                     | ∞                                   | ∞                                   | ∞                                   | 6                                   | 12                                  | 3                                    | 4                                    | Квадратна б.                 |                              | {\textstyle 1}                           | 0.866                        | {\textstyle -{\frac {1}{2}}}                | {\textstyle 0}                              |
| П.з. 600-комірник                       |                                     | 720                                 | 120                                 | 600                                 | 12                                  | 6                                   | 3                                    | 3                                    | П'ятикутна біпіраміда        |                              | {\textstyle {\frac {5+3{\sqrt {5}}}{5}}} | 1.447                        | {\textstyle -{\frac {11+4{\sqrt {5}}}{41}}} | {\textstyle -{\frac {11+4{\sqrt {5}}}{41}}} |

Позначення в таблиці:
- A — пікова вершина біпіраміди;
- E — екваторіальна вершина;
- EE — відстань між суміжними вершинами на екваторі (дорівнює 1);
- AE — довжина ребра, що поєднує пікову та екваторіальну вершини;
- AA — Відстань між піковими вершинами.

Біпіраміда 4-політопа матиме вершини VA  там, де зустрічаються пікові вершини NA-біпірамід. Вона матиме вершини VE там, де зустрічаються вершини типу E NE-біпірамід.
- {\displaystyle N_{\overline {AE}}} біпіраміди стикаються вздовж кожного ребра типу AE .
- {\displaystyle N_{\overline {EE}}} біпіраміди стикаються вздовж кожного ребра типу EE .
- {\displaystyle C_{\overline {AE}}} — косинус двогранного кута при ребрі AE .
- {\displaystyle C_{\overline {EE}}} — косинус двогранного кута при ребрі EE.

Оскільки комірки мають бути прилеглі до краю, то

## NEE¯arccos⁡CEE¯≤2π,NAE¯arccos⁡CAE¯≤2π.{\displaystyle {\begin{aligned}N_{\overline {EE}}\arccos C_{\overline {EE}}&\leq 2\pi ,\\[4pt]N_{\overline {AE}}\arccos C_{\overline {AE}}&\leq 2\pi .\end{aligned}}}Див.також
- Трикутна біпіраміда
- Правильний октаедр
- П'ятикутна біпіраміда